# Landolphia lanceolata
Landolphia lanceolata là một loài thực vật có hoa trong họ La bố ma. Loài này được (K.Schum.) Pichon mô tả khoa học đầu tiên năm 1953.